# Kroszonka

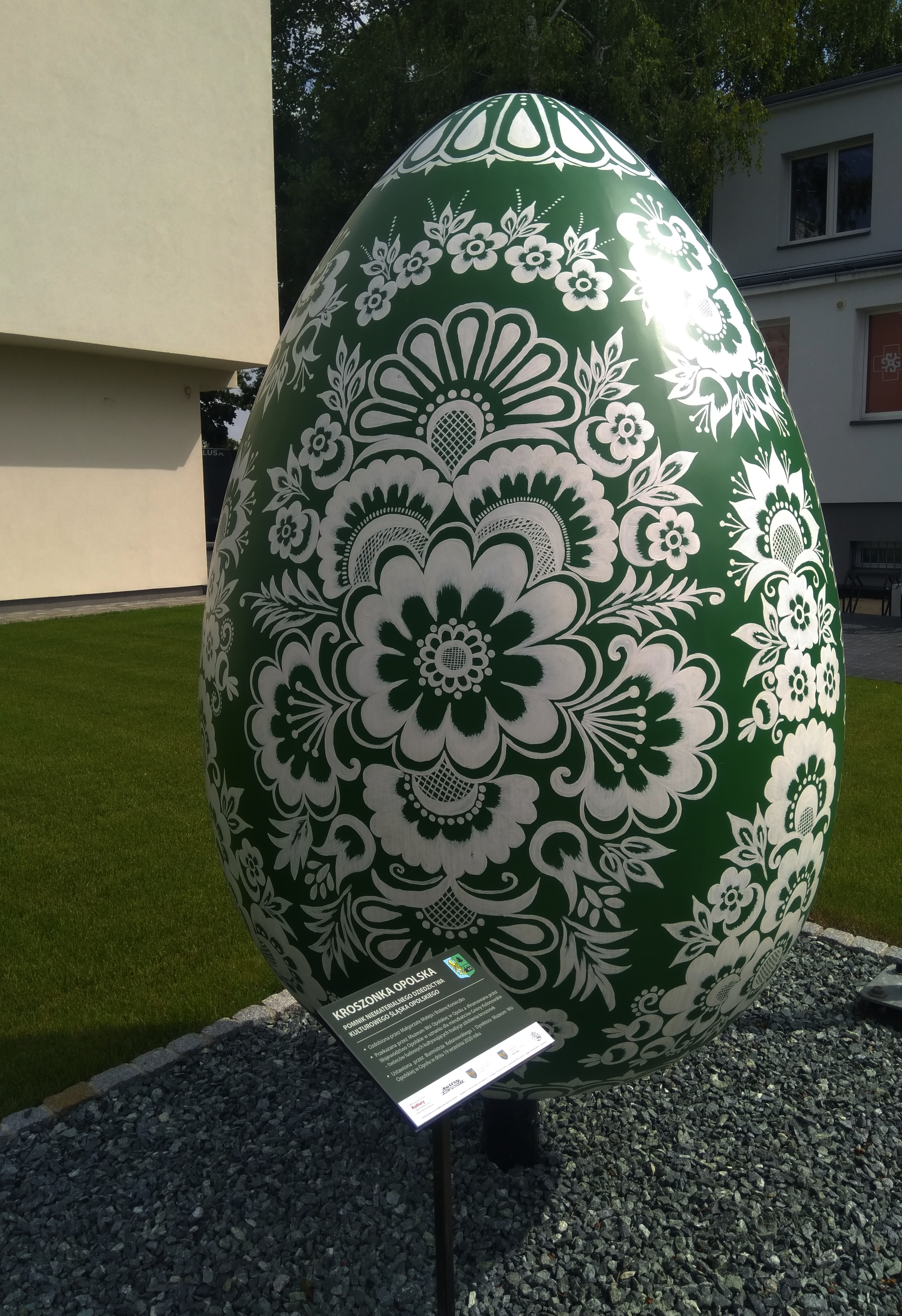
Œuf décoré.

Kroszonka (ou kraszonka) est un œuf de Pâques décoré typique d'une grande partie de la Haute-Silésie, une région historique majoritairement dans l'actuelle Pologne.
Les kroszonki traditionnels sont décorés et teint d'une seule couleur avec des motifs généralement géométriques et floraux gravés à l'aide d'un outil pointu. Les œufs (vidés) utilisés sont généralement le plus blanc possible pour y permettre une coloration, lisse pour la décoration et issus de ponte durant l'hiver où la coquille est la plus dure.
L'œuf était généralement un cadeau offert aux proches à Pâques ou lié à la tradition connexe de Pâques Śmigus-dyngus.

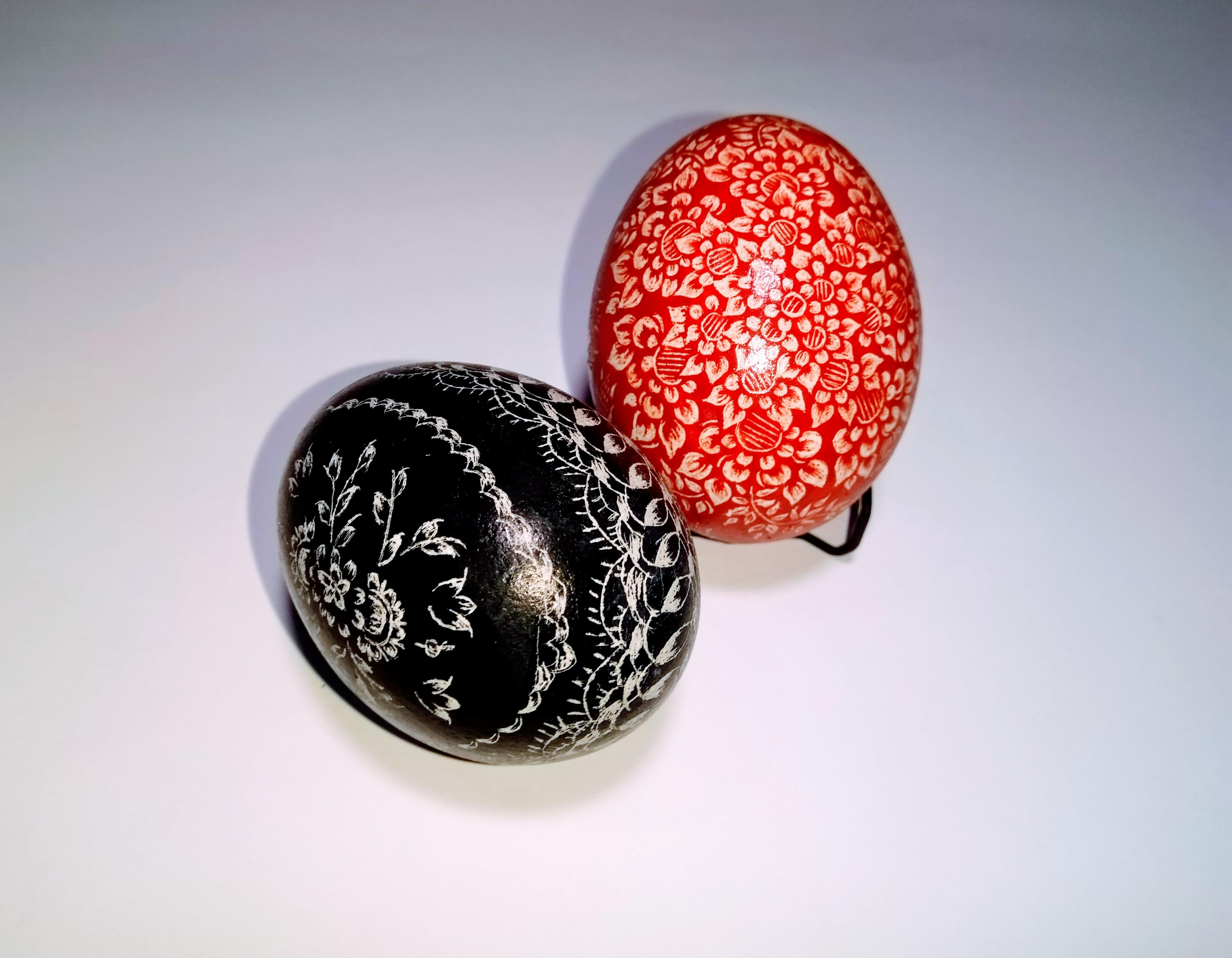
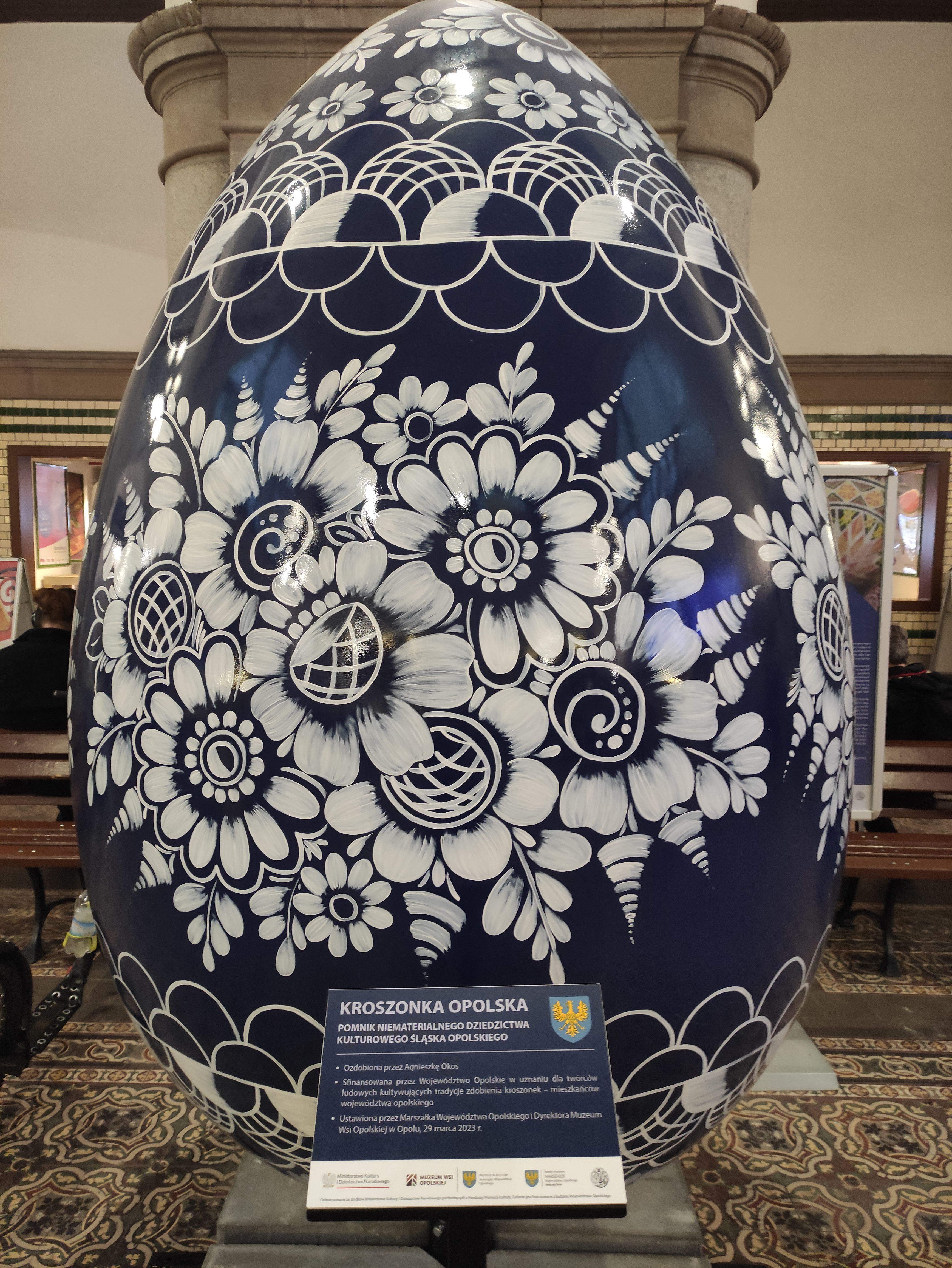
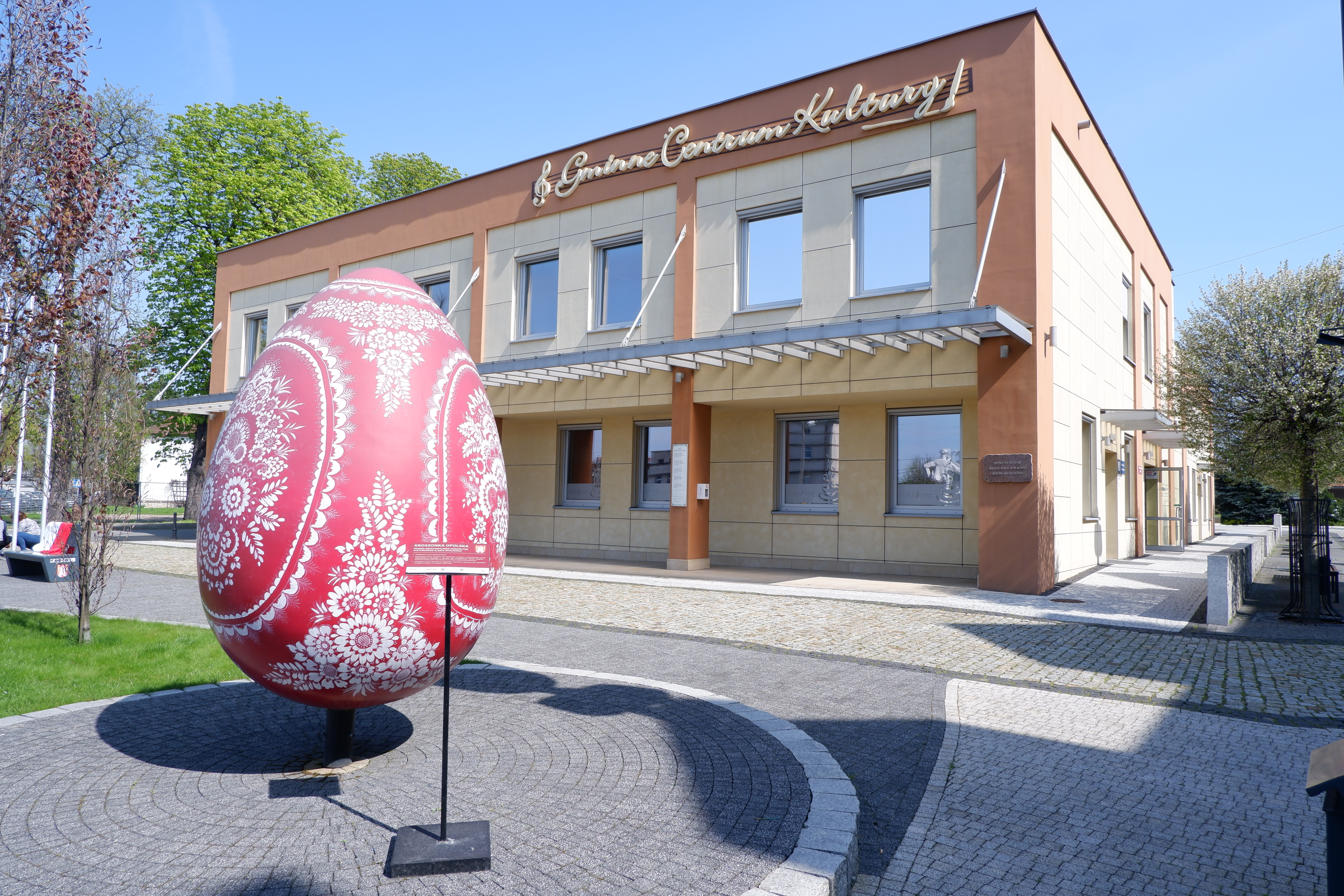